# Sławomir Jarczyk
Sławomir Jarczyk (ur. 18 sierpnia 1980 w Chorzowie) – polski obrońca, wychowanek Ruchu Chorzów.
Ligowy debiut zaliczył w barwach Ruchu wiosną 2001 roku. Już jako podstawowy gracz spadł z klubem w 2003 roku do 2 ligi. Długo jednak nie opuszczał swojej ukochanej drużyny. Dopiero po 1,5 sezonu przeniósł się z dotkniętego poważnym kryzysem finansowym Ruchu do Polonii Warszawa. Jednak w Warszawie nie czuł się dobrze i odszedł do Podbeskidzia Bielsko-Biała, skąd po pół roku wyciągnął go Górnik Zabrze. W Zabrzu Jarczyk odżył. Stał się kluczowym graczem Górnika i walnie przyczynił się do utrzymania się zabrzan w ekstraklasie. Po przejęciu Górnika przez niemiecką firmę ubezpieczeniową przedłużył swoją umową z klubem. Dotychczas w ekstraklasie rozegrał 79 spotkań nie strzelając żadnej bramki (stan na 21 października 2007). Od wiosny 2007 występował w barwach Wisły Płock. W Wiśle grał do lipca 2010 roku, gdy rozwiązano z nim kontrakt. We wrześniu 2010 roku został zawodnikiem Pogoni Barlinek.